# Камкаарпынъя
Камкаарпынъя (устар. Камка-Арпын-Я) — река в Берёзовском районе Ханты-Мансийского автономного округа. Устье реки находится на 2 км по левому берегу реки Нюрумъя. Длина реки составляет 29 км. В 14 км от устья, по левому берегу реки впадает река Луиарьпынгъя.

## Данные водного реестра
По данным государственного водного реестра России относится к Нижнеобскому бассейновому округу, водохозяйственный участок реки — Северная Сосьва, речной подбассейн реки — Северная Сосьва. Речной бассейн реки — (Нижняя) Обь от впадения Иртыша.